# Jean-Henri Humbert
Jean-Henri Humbert Humbert ( 24 de enero de 1887, París - 20 de octubre de 1967, Bazemont) fue un botánico francés.
Realiza sus estudios en Rennes, obteniendo un bachillerato en 1904, y luego un certificado en Ciencias Físicas, Químicas y Naturales en 1905.
En 1909 obtiene su licencia de Ciencias Naturales en París, y luego se doctora en estudios superiores de Botánica en 1910.
En 1912 Humbert hace una expedición a Madagascar.
En 1913 es asistente en la Facultad de Clermont-Ferrand. Pasada la guerra, obtiene la cátedra de Botánica, en 1919, y enseñando Botánica de 1920 a 1922 en el "Instituto de Química y Tecnología Industrial".
En 1922 explora Argelia, donde ocupa el cargo de Jefe de Trabajos Prácticos, en la Facultad de Ciencias.
En 1931, sucede a Henry Lecomte (1856-1934) en la cátedra titular de Botánica del Museo Nacional de Historia Natural de Francia, en París.
En 1951 ingresa en la Academia de las Ciencias francesa, y se retira en 1957.
Humbert realiza numerosas misiones botánicas a África, América del Sur y a Madagascar.
Dirige enfáticamente la publicación de la Flore de Madagascar et des Comores, donde colaboran diversos colegas, como Joseph Marie Henry Alfred Perrier de la Bâthie (1873-1958) y Henri Chermezon (1885-1939).
También dirige la Flore générale de l'Indo-Chine.

## Algunas publicaciones
- Les Composées de Madagascar. Ed. E. Lanier, Caén, 1923
- Végétation du Grand Atlas Marocain oriental. Exploration botanique de l'Ari Ayachi. Argelia, 1924
- La Disparition des forêts à Madagascar. G. Doin, París, 1927
- Une merveille de la nature à Madagascar. Première exploration botanique du massif du Marojejy et de ses satellites, vol. Série B, Biologie Végétale 6, Mémoires de l'Institut Scientifique de Madagascar, 1955, 210 pp.

## Honores

### Epónimos
| - (Acanthaceae) Anisosepalum humbertii (Mildbr.) E.Hossain - (Adiantaceae) Doryopteris humbertii Tardieu in Humbert | - (Alliaceae) Allium humbertii Maire - (Aloaceae) Aloe humbertii H.Perrier | - (Amaranthaceae) Aerva humbertii Cavaco - (Sterculiaceae) Dombeya humbertiana Arènes |